# Pošova galerie

Dům u Řečických, Vodičkova 677/10

Pošova galerie (Galerie Poš) byla soukromá galerie v Praze působící v domě U Řečických (Vodičkova 677/10, Nové Město) v době druhé světové války.

## Historie
Galerii založil malíř a středoškolský profesor kreslení Jaroslav Poš roku 1940. Výstavní program se soustředil zejména na kresbu a grafiku žijících i předválečných umělců, včetně děl Jindřicha Pruchy nebo Bohumila Kubišty. Vystavoval zde František Tichý, členové Skupiny 42 nebo ilustrátoři a grafici Cyril Bouda a V. H. Brunner. Své návrhy a kresby v galerii představili divadelní výtvarníci Vlastislav Hofman a František Tröster nebo sochaři Jakub Obrovský, Jan Kodet a Karel Dvořák. V prosinci 1945 galerie pod titulem Pařížská škola uvedla díla sedmi významných francouzských umělců (Georges Braque, Marc Chagall, Amedeo Modigliani, Pablo Picasso, Auguste Renoir, Maurice Utrillo, Maurice de Vlaminck). K výstavám galerie tiskla několikastránkové černobílé katalogy s texty významných historiků umění jako byli Václav Vilém Štech, Jaromír Neumann, Jaromír Pečírka, ad..
Galerie ukončila činnost roku 1947.
V letech 1947-1949 fungovala na jejím místě Galerie Evropského literárního klubu (Galerie ELK), a po komunistickém převratu a znárodnění krátce Galerie Československý spisovatel (1949-1950). Od roku 1956 sídlila v Domě u Řečických Galerie mladých.

## Výstavy Pošovy galerie
- 1942 František Tichý: Ilustrace - Grafika - Kresby
- 1942 Kresby, akvarely, tempery Vlastimila Rady k povídkám a feuiletonům Jana Nerudy
- 1942 Vlastislav Hofman: Návrhy kostýmů a masek herců pro hry, které byly od roku 1919 hrány v Národním a Vinohradském divadle
- 1942 Alois Moravec: Obrazy a kresby
- 1942 Jakub Obrovský: Obrazy, kresby, ilustrace, malé plastiky
- 1942 Zdeněk Kratochvíl: Kresby a ilustrace
- 1943 Bohumil Ullrych: Obrazy, akvarely a studie
- 1943 Augustin Ságner: Obrazy a kresby
- 1943 Cyril Bouda: Obrazy, akvarely a kresby
- 1943 František Tröster: Divadelní skizzy a kresby
- 1943 Jaroslav Grus: Obrazy a kresby
- 1943 Obrazy a kresby Karla Boháčka
- 1943 V. H. Brunner
- 1943 František Doubrava: Tempery, akvarely a kresby
- 1943 František Kobliha: Květiny a balady
- 1943 Grigorij Musatov: Studie, akvarely a kresby
- 1943 Josef Hašek: Obrazy, akvarely a kresby
- 1944 Karel Müller: Obrazy, kresby a grafika / Bilder, Zeichnungen und Graphik
- 1944 Jan Kodet: Plastiky a kresby
- 1944 František Tichý: Grafika
- 1944 Jaroslav Poš
- 1944 Karel Holan: Souborná výstava
- 1944 Jindřich Prucha: Kresby
- 1944 Jiří Jaška: Plastiky, akvarely, kresby
- 1944 Žofie Kopecká: Tempery a kresby
- 1944 Ester Šimerová-Fridriková: Obrazy, akvarely a kresby
- 1944 Petr Dillinger: Akvarely a kresby
- 1944 Srpen u Pošů - výběr prací současných malířů
- 1945 Dvě Prahy (obrazy a kresby)
- 1945 Skupina 1942: Akvarely, kresby, grafika (Grross, Hudeček, Kotík, Lhoták, Smetana, Souček)
- 1945 Vladimír Hroch: Obrazy
- 1945 Ota Janeček: Kresby, kvaše 1943 - 1945
- 1945 Pařížská škola
- 1945 Vilma Vrbová - Kotrbová: Obrazy a kresby 1943 - 1945
- 1946 Karel Dvořák: Třicet let kresby
- 1946 Eugen Nevan
- 1946 Kamil Lhoták: Obrazy, kresby a grafika
- 1946 František Emler: Oleje a tempery
- 1946 Antonín Slavíček: Obrazy menšího formátu
- 1946 Bohumil Kubišta: Kresby a grafika
- 1947 František Reyl
- 1947 Z nové tvorby (Obrazy a sochy od května 1945) - 1. výstava výtvarného oddělení ELKu